# Ставище (Камінь-Каширський район)
Стави́ще — село в Україні, у Сошичненській громаді Камінь-Каширського району Волинської області. Населення становить 72 особи.

## Географія
Селом протікає річка Турія. Поруч з селом розташований гідрологічний заказник місцевого значення Турський.

## Населення
Згідно з переписом УРСР 1989 року чисельність наявного населення села становила 200 осіб, з яких 97 чоловіків та 103 жінки.
За переписом населення України 2001 року в селі мешкало 155 осіб.

### Мова
Розподіл населення за рідною мовою за даними перепису 2001 року:
| Мова       | Відсоток |
| ---------- | -------- |
| українська | 99,35 %  |
| російська  | 0,65 %   |